# 第4飛行師団 (日本軍)
第4飛行師団（だいよんひこうしだん）は、日本陸軍の航空師団の一つ。前身は1942年に創設された第4飛行集団で、同年に第4飛行師団に改称されたものである。

## 沿革
第4飛行集団は1942年2月に編成され満州の防衛を担当した。同年4月、第4飛行師団と改称。
太平洋戦争末にフィリピンに転じ、保有航空機のほとんどを第2飛行師団に移管し、基地管理の任務に特化した師団となった。その後、地上での持久戦を継続して終戦を迎えた。

## 師団概要
- 司令部通称号：翼11601

### 歴代師団長

#### 第4飛行集団長
- 下山琢磨 中将：1942年2月2日 - 1942年4月15日

#### 第4飛行師団長
- 下山琢磨 中将：1942年4月15日 - 1943年5月19日[1]
- 阪口芳太郎 中将：1943年5月19日 - 1944年3月22日[1]
- 木下勇 中将：1944年3月22日 - 1944年10月21日[2]
- 三上喜三 中将：1944年10月21日 - 終戦[2]

### 歴代参謀長

#### 第4飛行集団参謀長
- 松沢恭平 大佐：1942年2月2日 - 1942年4月15日

#### 第4飛行師団参謀長
- 松沢恭平 大佐：1942年4月15日 - 1944年4月1日[3]
- 猿渡篤孝 中佐：1944年4月1日 - 終戦[4]

### 最終司令部構成
- 参謀長：猿渡篤孝大佐
  - 参謀：前島美佐男中佐
  - 参謀：辻秀雄少佐
- 高級副官：瀧本美代治中佐
- 兵器部長：楠二郎中佐
- 経理部長：伊藤栄八主計大佐
- 軍医部長：馬場武軍医大佐

### 最終所属部隊
戦闘部隊
- 独立飛行第52中隊（軍偵）：手島丈夫少佐

飛行場部隊
- 第6航空地区司令部（ネグロス島）：弓削伊三郎大佐
- 第10航空地区司令部（クラーク）：江口清助大佐
- 第13航空地区司令部（ダバオ）：細野光武中佐
- 第31航空地区司令部（カガヤン）：清水茂中佐
- 第33航空地区司令部（リバ）：戸根木亀之助大佐
- 第34航空地区司令部：新田正義大佐
- 第36航空地区司令部：若月金丸大佐
  - 第8飛行場大隊：石黒寛少佐
  - 第12飛行場大隊：井手継人少佐
  - 第14飛行場大隊：島村吉太郎少佐
  - 第26飛行場大隊：仲沢忠男少佐 　  　  　 　
  - 第31飛行場大隊：樋口次三郎少佐
  - 第32飛行場大隊：渡辺敬少佐
  - 第33飛行場大隊：平山彦助少佐
  - 第37飛行場大隊：牟田和惣少佐 　 　   　
  - 第98飛行場大隊：荒木隆少佐 　 　 　 　
  - 第99飛行場大隊：飯田英夫大尉
  - 第102飛行場大隊：中川円二少佐
  - 第103飛行場大隊：鈴木俊三少佐
  - 第114飛行場大隊：南田多治郎少佐
  - 第123飛行場大隊：小見山文蔵少佐
  - 第124飛行場大隊：竹内馨少佐
  - 第125飛行場大隊：天野順司少佐
  - 第126飛行場大隊
  - 第127飛行場大隊：楠田武治少佐
  - 第136飛行場大隊：加瀬良一大尉
  - 第137飛行場大隊：星野喜松少佐
  - 第150飛行場大隊：嘉瀬井正一大尉
  - 第151飛行場大隊：斎藤武雄少佐
  - 第152飛行場大隊：仲田礼治少佐
  - 第153飛行場大隊：渡辺吉蔵少佐
  - 第154飛行場大隊：山下武男少佐
- 第3野戦飛行場設定司令部（ダバオ）：阿部修一大佐
- 第5野戦飛行場設定司令部：川本喜蔵大佐
  - 第24野戦飛行場設営隊：興井作太郎少佐
  - 第125野戦飛行場設営隊：戸田与右衛門少佐
  - 第126野戦飛行場設営隊：高野佳雄少佐
  - 第127野戦飛行場設営隊：安本晃少佐
  - 第134野戦飛行場設営隊：奥村国三少佐
  - 第135野戦飛行場設営隊：岩佐緑少佐
  - 第138野戦飛行場設営隊：植田武男大尉
  - 第140野戦飛行場設営隊：村上秀策少佐

通信関連部隊
- 第22野戦気象観測隊：佐野年久少佐

整備・補給関連部隊
- 第7野戦航空補給廠：武内与作少佐